# L'amore è sempre amore (singolo)
L'amore è sempre amore è un singolo del cantante pop italiano Albano, pubblicato il 18 febbraio 2009 dall'etichetta discografica Al Bano Carrisi Production, distribuita dalla Warner.
Il brano, che parla degli amori non corrisposti, è stato scritto da Guido Morra e Maurizio Fabrizio ed è stato presentato al Festival di Sanremo 2009, entrando nella rosa delle canzoni entrate in finale, dove si è classificata 9ª. Nella serata dei duetti, l'artista ha interpretato il brano insieme all'attore Michele Placido.
È stata inserita nell'omonimo album dell'artista pubblicato nello stesso periodo, L'amore è sempre amore.

## Tracce
1. L'amore è sempre amore – 3:52